# 错误对等
错误对等是一种非形式谬误，其中基于有缺陷或错误的推理在两个主题之间得出对等。这种谬误被归类为不一致谬误。 通俗地说，对等通常被称为“比较苹果和橙子”。

## 特征
当假设两个主体之间的一个共同特征表现出等价性时，尤其是在数量级上，而当等价不一定是逻辑结果时，就会犯这种谬误。 当轶事相似性被指出是相等时，错误等同性是一种常见的结果，但等同性的主张并没有经过严格审查，因为相似性是基于过度简化或对其他因素的无知。谬误的模式通常是这样的：
如果集合A包含了c和d,而集合B包含了d和e, 因为它们都包含了集合d, 所以集合A和集合B是相同的.
在一个更错误的版本中， d不需要同时存在于两个集合中；仅引用集合A中的两个项目d_1和集合B中的两个项目d_2的相似性来断言集合之间的等价性。 
蘋果跟橘子都是水果，两者都有种子, 因为它们都有种子, 所以苹果和橙子是一样的.

## 例子
以下陈述是错误等价的示例：
“深海地平线漏油事件的危害并不比你的邻居在给他的汽车换油时滴到地上的油更严重。”
“假对等”是指相差多个数量级的事物之间的比较：  深海地平线钻油平台事故溢出了210 × 106 US gal（790 × 106 L）油； 邻居可能会泄漏1 US pt（0.47 L） 。
“它们都是猫科动物，属于食肉目哺乳动物， 因此养宠物猫和养宠物美洲虎没有什么区别。” 
“错误等同”是对使动物成为合适宠物的因素的过度简化 。 
“吸食大麻可能会导致在以后的生活中吸食海洛因并产生对海洛因的心理依赖，因此吸食大麻就像吸食海洛因一样。” 
“假等价”没有考虑可能性的差异。吸食海洛因比吸食大麻更有可能导致未来的海洛因依赖，即使假设开始吸食大麻的人比从未吸过大麻的人更有可能在以后尝试海洛因。 

## 负面后果
虚假对等论点经常用于新闻业 和政治中，其中一个政治家的缺陷可能会与另一个政治家完全不同性质的缺陷进行比较。 
哈佛大学肖伦斯坦媒体、政治和公共政策中心的托马斯·帕特森 (Thomas Patterson) 就2016 年美国总统选举期间媒体使用的虚假对等问题撰写了文章：
|  | 由于持续不断的负面新闻，错误的等价关系正在大规模形成。如果一切和每个人都被负面描绘，就会产生一种平均效应，为骗子打开了大门。历史上，新闻媒体帮助公民识别真诚的政治家和冒牌货之间的区别。而今天的新闻报道模糊了这种区分。 |

## 延伸阅读
- Ferrell, Jason. . SN Social Sciences. 2021-02-15, 1 (2): 64. S2CID 234324904. doi:10.1007/s43545-021-00070-4 （英语）.